# 山崎敏
山崎 敏（やまざき さとし、1981年4月8日 - ）は、群馬県勢多郡富士見村(現：前橋市)出身の元プロ野球選手(投手、左投左打)・コーチ。現在は埼玉西武ライオンズの打撃投手を務めている。

## 経歴

### プロ入り前
1999年の県大会準々決勝（対群馬県立桐生高等学校戦）で17奪三振・完投の活躍を見せ、チームを19年ぶりのベスト4に導いた。この年に優勝したのは正田樹が率いる桐生第一高等学校で、甲子園でも群馬県勢で初の優勝を果たし、正田は1999年のドラフトで日本ハムに1巡目で指名されて入団した。
平成国際大学に入学後は1年秋に新人賞を獲得し、4年春の対常磐大学戦では、7回参考記録ながらノーヒットノーランを達成して注目された。リーグ通算19勝。ドラフトでは近鉄・オリックス・ロッテ・西武の4球団が獲得を狙っており、最終的に西武ライオンズへ自由獲得枠で入団した。

### 西武時代
2004年5月8日の対日本ハムファイターズ戦でプロ初登板を果たすと、5月12日の対福岡ダイエーホークス戦では、西口文也の故障によってプロ初先発、6回2失点に抑える好投を見せ、プロ初勝利を挙げた。6月に降格するが、シーズン後半に再昇格して14試合に登板する。
2005年は中継ぎで5試合に登板し、4試合で失点する結果に終わった。2軍でも防御率6点台と力を発揮できなかった。2006年はオープン戦で好投するが、故障により開幕一軍を逃し、そのまま昇格することなくシーズンを終えた。同年オフ、9年ぶりの開催となったハワイ・ウィンターリーグに山本歩と参加する。
2007年は帆足和幸の不調によって、松永浩典と先発左腕の座を争うことが期待された。開幕一軍は逃したものの4月に昇格すると、中継ぎとして好投を続ける。8月に星野智樹が降格したため、貴重な左腕として活躍した。球速は144km/hと落ちたが、制球面で課題を克服し、中継ぎとして復活した。チーム3位となる45試合に登板し、自己最高の防御率3点台を記録した。
2008年も開幕一軍を果たすが結果を残せず、3試合登板して降格。その後は再昇格することなく終わった。
2009年も一軍登板なしに終わり、オフに背番号が29へ変更された。
2010年も一軍登板はなく、2011年10月9日に球団から戦力外通告を受け、12月2日に自由契約公示された。

### 現役引退後
2012年2月7日、ベースボール・チャレンジ・リーグの群馬ダイヤモンドペガサスに投手コーチ補佐兼育成コーチとして入団した。
2012年5月2日、西武と打撃投手として契約した。

## 詳細情報

### 年度別投手成績
| 年 度     | 球 団     | 登 板 | 先 発 | 完 投 | 完 封 | 無 四 球 | 勝 利 | 敗 戦 | セ 丨 ブ | ホ 丨 ル ド | 勝 率 | 打 者 | 投 球 回 | 被 安 打 | 被 本 塁 打 | 与 四 球 | 敬 遠 | 与 死 球 | 奪 三 振 | 暴 投 | ボ 丨 ク | 失 点 | 自 責 点 | 防 御 率 | W H I P |
| --------- | --------- | ----- | ----- | ----- | ----- | -------- | ----- | ----- | -------- | ----------- | ----- | ----- | -------- | -------- | ----------- | -------- | ----- | -------- | -------- | ----- | -------- | ----- | -------- | -------- | ------- |
| 2004      | 西武      | 14    | 5     | 0     | 0     | 0        | 3     | 1     | 0        | --          | .750  | 191   | 38.2     | 49       | 3           | 23       | 0     | 2        | 35       | 2     | 0        | 28    | 24       | 5.59     | 1.86    |
| 2005      | 西武      | 5     | 0     | 0     | 0     | 0        | 0     | 0     | 0        | 0           | ----  | 51    | 8.2      | 16       | 2           | 6        | 0     | 1        | 7        | 1     | 0        | 12    | 11       | 11.42    | 2.54    |
| 2007      | 西武      | 45    | 1     | 0     | 0     | 0        | 3     | 3     | 0        | 4           | .500  | 264   | 60.2     | 52       | 2           | 32       | 1     | 3        | 45       | 4     | 0        | 26    | 26       | 3.86     | 1.38    |
| 2008      | 西武      | 3     | 0     | 0     | 0     | 0        | 0     | 0     | 0        | 0           | ----  | 29    | 5.2      | 6        | 0           | 7        | 0     | 0        | 3        | 1     | 0        | 4     | 4        | 6.35     | 2.29    |
| 通算：4年 | 通算：4年 | 67    | 6     | 0     | 0     | 0        | 6     | 4     | 0        | 4           | .600  | 535   | 113.2    | 123      | 7           | 68       | 1     | 6        | 90       | 8     | 0        | 70    | 65       | 5.15     | 1.68    |

### 記録
- 初登板：2004年5月8日、対北海道日本ハムファイターズ8回戦（西武ドーム）、8回表に2番手で救援登板、1回無失点
- 初奪三振：同上、8回表に島田一輝から
- 初先発登板・初勝利・初先発勝利：2004年5月12日、対福岡ダイエーホークス8回戦（サンマリンスタジアム宮崎）、6回2被安打2失点
- 初ホールド：2007年6月20日、対東京ヤクルトスワローズ4回戦（明治神宮野球場）、7回裏2死に5番手で救援登板、1/3回無失点

### 背番号
- 17（2004年 - 2009年）
- 29（2010年 - 2011年）
- 73（2012年 - 同年5月1日）
- 07（2012年5月2日 - 2024年）※2025年から打撃投手は継続するが背番号無し。